# 美龙胆
美龙胆（学名：Gentiana decorata）是龙胆科龙胆属的植物，是中国的特有植物。分布在中国大陆的云南、西藏等地，生长于海拔3,200米至4,550米的地区，一般生于山坡草地以及水边草地，目前尚未由人工引种栽培。

## 异名
- Gentiana tsarongensis Balf. f. et Forrest ex Marq.